# Ronald Harwood
Sir Ronald Harwood, nato Horwitz (Città del Capo, 9 novembre 1934 – Sussex, 8 settembre 2020), è stato uno sceneggiatore, scrittore e drammaturgo sudafricano.
Originario del Sud Africa, è noto soprattutto per le commedie destinate ai palcoscenici britannici, e per aver sceneggiato film di fama internazionale come Il servo di scena e Lo scafandro e la farfalla, per i quali fu candidato all'Oscar, e Il pianista, per cui vinse il premio nel 2003.

## Biografia
Nacque a Città del Capo il 9 novembre 1934, da Isobel Pepper e Isaac Horwitz, una coppia ebrea. A diciassette anni, per tentare la carriera teatrale, si trasferì a Londra, dove poi avrebbe vissuto tutta la vita: fu all'epoca che cambiò il cognome in Harwood, quando un insegnante gli disse che Horwitz era troppo antico e troppo ebraico per un attore teatrale. Dopo il corso all'Accademia Reale d'Arte Drammatica, entrò nella compagnia shakespeariana di Sir Donald Wolfit, uno dei più grandi attori britannici del Novecento, e uno degli ultimi capo-comici. Ben presto, però, Harwood anziché in scena comincia a lavorare dietro le quinte, diventando dresser, una sorta d'assistente personale, di Wolfit.
Questa esperienza, durata dal 1953 al 1959, gli fornirà lo spunto per scrivere, vent'anni dopo, The Dresser, in Italia Servo di scena, il suo capolavoro fra la trentina di libri e testi teatrali che firmerà a partire dal 1960. In quell'anno infatti Ronald Harwood inizia a scrivere: pubblicherà il primo romanzo, All the Same Shadows nel 1961, mentre è dell'anno seguente la sceneggiatura Private Potter, e del 1964 l'allestimento teatrale March Hares.
La sua produzione annovera 21 commedie, 10 libri e 16 sceneggiature, di raro però originali, cioè scritte direttamente per lo schermo: in genere ha fatto adattamenti, talvolta di una sua stessa opera (segnatamente Servo di scena). Un tema ricorrente nel lavoro di Harwood è ciò che più l'ha affascinato nella vita, ossia il mondo del teatro – con i suoi artisti e le sue maestranze – come illustrato in alcune commedie: The Dresser, tradotta in italiano Servo di scena (senza articolo, a differenza del titolo poi usato per il film); After the Lions, su Sarah Bernhardt; Another Time, testo semi-autobiografco su un dotato pianista sud-africano; Quartet (poi divenuta un film), su anziani cantanti d'opera; e come raccontato nei suoi saggi All the World's a Stage (una storia generale del teatro) e Sir Donald Wolfit CBE: His Life and Work in the Unfashionable Theatre, biografia del grande attore: del resto è stato grazie a Wolfit e alla sua lunga esperienza in teatro che Harwood ha appreso il segreti del palcoscenico, consacrando al palcoscenico tutta la propria attività. Si è anche molto interessato al Nazismo, in particolare alla situazione di coloro che hanno collaborato spontaneamente con i nazisti, o di quanti, al contrario, sono stati costretti a farlo, vivendo un proprio interiore travaglio di resistenze, inganni e compromessi.
Le sue opere su questo tema comprendono i film: E l'alba si macchiò di rosso, dedicato all'assassinio, da parte della Resistenza Ceca, del gerarca nazista Reinhard Heydrich; Caccia all'uomo, racconto romanzato della vita da fuggiasco, dopo la guerra, del collaborazionista francese Paul Touvier; Il pianista (2002) di Roman Polański, adattamento cinematografico dell'autobiografia di Władysław Szpilman, musicista ebreo polacco, che narra la sua sopravvivenza durante l'occupazione nazista della Polonia; e i drammi: Taking sides, poi divenuto anche un film (distribuito in Italia con il titolo A torto o a ragione e per cui riceve il Premio Flaiano per la sceneggiatura), centrato sulla “de-nazificazione” post-bellica di Wilhelm Furtwängler, direttore d'orchestra tedesco; Collaboration, sul compositore Richard Strauss e la sua collaborazione con lo scrittore ebreo Stefan Zweig; An English Tragedy, sul fascista britannico John Amery.
Ha poi sceneggiato, fra gli altri, i film I ricordi di Abbey (1994) di Mike Figgis con Albert Finney; La diva Julia (2004) di István Szabó, con Annette Bening e Jeremy Irons, tratto dall'omonimo romanzo di William Somerset Maugham, incentrato su una grande attrice teatrale; Oliver Twist, (2005) di Polanski, interpretato da Ben Kingsley; Lo scafandro e la farfalla del 2007, che gli valse la terza candidatura all'Oscar per la migliore sceneggiatura non originale e per il quale ha vinto vari premi (un BAFTA, il Prix Jacques Prévert du Scénario e l'Humanitas Award, tutti nel 2008). Quindi L'amore ai tempi del colera, e Australia con Nicole Kidman.

### Onorificenze
È stato presidente del PEN Club inglese dal 1989 al 1993, e di quello internazionale dal 1993 al 1997, quindi dal 2001 al 2004 presidente della Reale Società di Letteratura, di cui era stato nominato membro nel 1974, infine presidente del Fondo Reale per la Letteratura (Royal Literary Fund) dal 2005.
È stato nominato Cavaliere dell'Ordine delle arti e delle lettere di Francia in 1996, e Commendatore dell'Ordine dell'Impero Britannico nel 1999. Nel 2002 ha ricevuto una laurea ad honorem in Lettere dall'Università di Keele (Inghilterra), nel 2007 un dottorato honoris causa dall'Accademia Nazionale di arti drammatica e cinematografica di Sofia (Bulgaria), e nel 2013 un'altra laurea onoraria dall'Università di Aberdeen (Scozia).

### Vita privata
Ha frequentato le scuole a Città del Capo, prima di emigrare in Inghilterra nel 1951. Nel 1959 ha sposato Natasha Riehle (1938–2013), una donna di nobili origini russe, con la quale ha avuto tre figli: Antony (1960), Deborah (1963) e Alexandra (1966).

### In Italia
Oltre al più celebre, Servo di scena, arrivato subito in Italia grazie a Umberto Orsini, pochi testi di Harwood sono stati proposti nei teatri italiani, e precisamente: nel 2000 Quartet, diventato Bella figlia dell'amore nell'adattamento di Antonia Brancati, interpretato da quattro straordinari "vecchi" del teatro come Anna Proclemer, Lauretta Masiero, Mino Bellei e Mario Maranzana;Taking sides (letteralmente Prendere posizione), messo in scena nel 2001 con il titolo Colpevole innocenza, con l'interpretazione e la regia di Arnoldo Foà, poi nel 2010 da “La fabbrica dell'Attore”, con il titolo originale inglese e la regia di Manuela Kustermann, quindi riproposto nel 2013 nella traduzione di Masolino D'Amico, intitolato Torre d'avorio e interpretato da Luca Zingaretti (anche regista) e Massimo De Francovich.

## Curiosità
- Harwood ha lavorato più volte per cineasti italiani: per esempio ha sceneggiato, con Luigi Magni e Rodolfo Sonego, uno dei più famosi film interpretati da Monica Vitti, La ragazza con la pistola di Mario Monicelli; è inoltre coautore di due pellicole interpretate da Marcello Mastroianni: Diamanti a colazione del 1968 (soggetto) e Cin cin del 1991 (sceneggiatura). Un altro suo film, Drop Dead Darling con Rosanna Schiaffino (1967), è stato distribuito in molti Paesi europei e nel Nord America con un titolo italiano: Arrivederci, Baby!

- Diversi film sceneggiati da Harwood sono interpretati dal camaleontico attore inglese Tom Courtenay: dal primo, Private Potter del 1962, fino a Quartet del 2002, compresi Una giornata di Ivan Denisovič e, soprattutto, Il servo di scena, che deve il successo planetario anche alla recitazione di Courtenay nei panni di Norman, personaggio di cui era stato il primo interprete in assoluto a teatro, nel 1980.

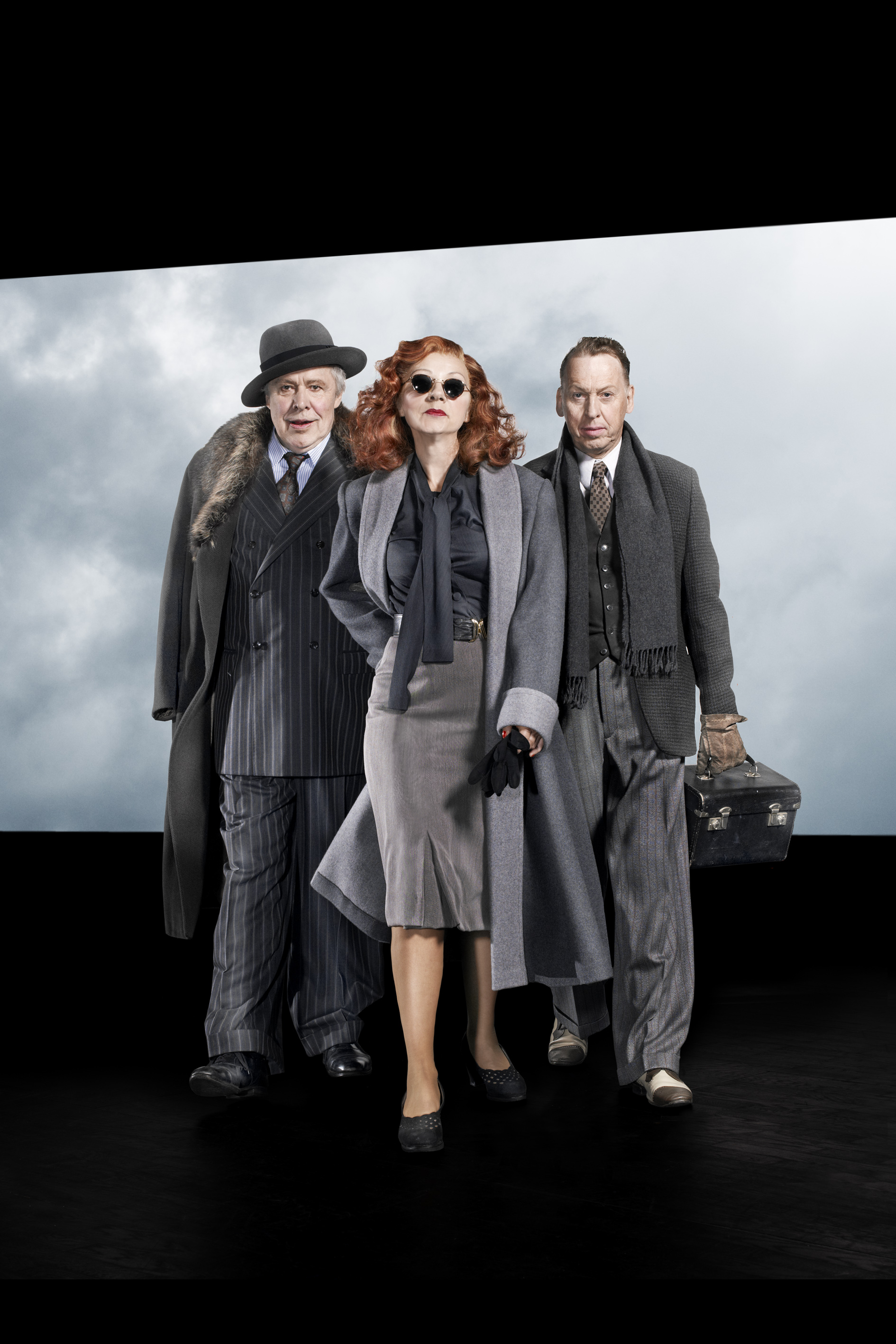
The Dresser

## Teatro
- March Hares (letteralmente: Lepri marzoline), (1964)
- Country Matters (lett.: Cose di campagna), (1969)
- The Good Companions, (lett.: Buone compagnie), libretto per il musical di Previn e Mercer (1974)
- The Ordeal of Gilbert Pinfold, (lett.: La prova di Gilbert Pinfold), adattamento del romanzo di Evelyn Waugh (1977),
- A Family (lett.: Una famiglia), (1978)
- The Dresser (lett.: Il vestiarista; in Italia: Servo di scena), (1980)
- After the Lions (lett.: Dopo i Leoni), (1982), su Sarah Bernhardt
- Tramway Road (lett.: Via Tramway, che è una strada di Città del Capo), (1984)
- The Deliberate Death of a Polish Priest (lett.: La deliberata morte di un prete polacco), su Jerzy Popiełuszko (1985)
- Interpreters (lett.: Interpreti), (1985)
- J J Farr (nome del protagonista), (1987)
- Ivanov, traduzione e adattamento della commedia di Anton Čechov (1989)
- Another Time (lett.: Un'altra volta), (1989)
- Reflected Glory (lett.: Gloria riflessa), (1992)
- Poison Pen (lett.: Penna avvelenata), sulla morte del compositore Peter Warlock, (1993)
- Taking sides (lett.: Prender posizione: in Italia Colpevole innocenza o La torre d'avorio), (1995)
- The Handyman (lett.: Il tuttofare), (1996)
- Equally divided (lett.: Equamente diviso), (1999)
- Quartet (lett.: Quartetto), (1999)
- Goodbye Kiss/Guests, (lett.: Bacio d'addio/Ospiti), due atti unici – nati rispettivamente per la radio e per la tv – sulla questione sudafricana, (2000)
- Mahler's Conversion (lett.: La conversione di Mahler), (2001)
- See U Next Tuesday (lett.: Ci vediamo martedì prossimo) adattamento di La cena dei cretini di Francis Veber (2002)
- An English Tragedy (lett.: Una tragedia inglese), sulla vera storia del fascista britannico John Amery, (2008)
- Collaboration (lett.: Collaborazione), sulla relazione fra il compositore Richard Strauss e lo scrittore Stefan Zweig, (2008)
- Taking Tea With Stalin (lett.: Prendere il te con Stalin), (2015)

## Filmografia
- Private Potter (letteralmente: Il soldato Potter), regia di Casper Wrede (1962)
- Ciclone sulla Giamaica (A High Wind in Jamaica), regia di Alexander Mackendrick (1965)
- Diamanti a colazione (Diamonds for Breakfast), regia di Christopher Morahan (1968) solo soggetto
- Il ragazzo ha visto l'assassino e deve morire (Eyewitness), regia di John Hough (1970)
- Una giornata di Ivan Denisovič (One Day in the Life of Ivan Denisovich), regia di Casper Wrede (1971)
- E l'alba si macchiò di rosso (Operation Daybreak), regia di Lewis Gilbert (1975)
- Il servo di scena (The Dresser), regia di Peter Yates (1983) anche soggetto
- The Doctor and the Devils (lett.: Il medico e i demoni), regia di Freddie Francis (1985)
- Cin cin, regia di Gene Saks (1991)
- I ricordi di Abbey (The Browning Version), regia di Mike Figgis (1994)
- Terra amata (Cry, the Beloved Country), regia di Darrell Roodt (1995)
- A torto o a ragione (Taking Sides), regia di István Szabó (2001) anche soggetto
- Il pianista (The Pianist), regia di Roman Polański (2002)
- Caccia all'uomo (The Statement), regia di Norman Jewison (2003)
- La diva Julia - Being Julia (Being Julia), regia di István Szabó (2004)
- Oliver Twist, regia di Roman Polański (2005)
- L'amore ai tempi del colera (Love in the Time of Cholera), regia di Mike Newell (2007)
- Lo scafandro e la farfalla (Le scaphandre et le papillon), regia di Julian Schnabel (2007)
- Australia, regia di Baz Luhrmann (2008)
- Quartet, regia di Dustin Hoffman (2012) anche soggetto